# Taczanowskia
Genre
Taczanowskia est un genre d'araignées aranéomorphes de la famille des Araneidae.

## Distribution
Les espèces de ce genre se rencontrent en Amérique du Sud et au Mexique.

## Liste des espèces
Selon World Spider Catalog (version 25.0, 29/02/2024) :
- Taczanowskia gustavoi Ibarra-Núñez, 2013
- Taczanowskia mirabilis Simon, 1897
- Taczanowskia onowoka Jordán, Domínguez-Trujillo & Cisneros-Heredia, 2021
- Taczanowskia sextuberculata Keyserling, 1892
- Taczanowskia striata Keyserling, 1879
- Taczanowskia trilobata Simon, 1897
- Taczanowskia yasuni Díaz-Guevara, Macías-Tulcán & Galvis, 2024

## Systématique et taxinomie
Ce genre a été décrit par Keyserling en 1879 dans les Epeiridae.

## Publication originale
- Keyserling, 1879 : « Neue Spinnen aus Amerika. » Verhandlungen der Kaiserlich-Königlichen Zoologisch-Botanischen Gesellschaft in Wien, vol. 29, p. 293-349 (texte intégral).